# 大内義昭
大内 義昭（おおうち よしあき、1960年3月14日 - 2015年5月22日）は、福岡県を拠点に活動していた日本のミュージシャン、プロデューサー。個人事務所であるアイム・ヒアー代表取締役。

## 人物
福岡県八幡市（現・北九州市八幡西区）出身。北九州市立引野中学校、八幡大学付属高等学校（現・九州国際大学付属高等学校）卒業。
1980年代から、本格的な音楽活動を開始。自ら歌うほか、多くのミュージシャンに楽曲を提供。DU-PLEXというバンドのメンバーとなり、「サイキック・マジック」（G.I.オレンジのカヴァー）などをリリース。1994年の第45回NHK紅白歌合戦に女優藤谷美和子と『愛が生まれた日』のデュエットで初出場。
その後帰郷し小倉に在住。地元に本拠を置いて活動を続けるとともに「九州アーティスト学院」を開校して若手の育成にも乗り出す。1996年に開校した北九州市立あやめが丘小学校の校歌の作詞作曲、そして母校である九州国際大学付属高校の系列校で2000年に開校した九州国際大学付属中学校の校歌の作詞作曲も担当。
地元のNHK北九州放送局との関係を強めており、同局の番組にも2年間レギュラーとして出演したほか、様々な番組のテーマ曲などを手掛けた。
2014年に食道癌が見つかった後、治療しながら音楽活動を続けていたが、翌2015年5月上旬に体調が急速に悪化。22日に入院していた北九州市八幡東区の病院で死去した。55歳没。しのぶ会には北橋健治、ファンなど約200人が参列した。個人事務所アイムヒアーは没後の2016年1月、『株式会社 大内義昭ミュージックアソシエイト』と社名変更され、遺された所属アーティストのマネジメント業務を引き続き行っている。

## ディスコグラフィ

### アルバム
- TDK
  - 『Back Seat』（1989年）
  - 『Remember Blues』（1990年）
  - 『TENDERNESS』（1992年）
- コロムビア
  - 『Lady Blue』（1994年）
  - 『Tear drops』（1996年）
- ベスト
  - 『FLASH BACK』（1994年）

## du-plex
du-plex（DU-PLEX、ドゥ・プレクス、デュー・プレックス）は、大内一記（大内義昭）と江尻利幸により結成されたグループで、以下のようなシングル、アルバムを出した。

### シングル
- Human Woman ／素直になりたくて(1984年、CBS SONY、7"Single、07SH 1557）
  - Human Woman（作詞：竜真知子、作曲：大内一記、編曲：土屋昌巳）
  - 素直になりたくて（作詞・作曲：大内一記、編曲：John Adams）
- Misty Blue／誘惑のスウィング（1985年、CBS SONY、7"Single、07SH 1611）
  - Misty Blue（作詞：三垣ケンジ、作曲：大内一記、編曲：笹路正徳）
  - 誘惑のスウィング（作詞・作曲：大内一記、編曲：John Adams）
- Psychic Magic／Misty Blue（1985年、CBS SONY、7"Single、07SH 1663）
  - Psychic Magic（作詞・作曲：Carl Whitworth、訳詞：三垣ケンジ、編曲：笹路正徳）
  - Misty Blue（作詞：三垣ケンジ、作曲：大内一記、編曲：笹路正徳）

### アルバム
- WITH MY HEART（1985年、CBS SONY、28AH 1825（レコード）、28KH 1634（カセット）、32DH 173（CD））
  - 1.ミッドナイト・ダンサー（Midnight Dancer）
  - 2.WITH MY HEART
  - 3.GOOD LUCK
  - 4.黄昏にフォール・イン・ラブ（Fall In Love）
  - 5.ストップ・ザ・レイン～雨の中の少年達～（Stop The Rain）
  - 6.HUMAN WOMAN
  - 7.誘惑のスウィング（Swing）
  - 8.LOVE FOREVER
  - 9.ハートはCRAZY （Crazy Heart）
  - 10.素直になりたくて（More Of True Me）

なお、ソニー・オーダーメイドファクトリー（OMF）にて、このアルバムに、未収録の3枚目のシングルの2曲をボーナストラックとして「11.ミスティー・ブルー、12.サイキック・マジック」と追加し、CDを発売するという企画があり、商品番号（DYCL-234）までついていたが、予約数が足りず商品化にいたらなかった。（OMFのページ）

## 代表曲
- 愛が生まれた日（1994年）
  - オリコンチャートでは最高位5位ながらもロングヒットし、1994年7月18日付シングルチャートでミリオンセラーを達成。132万枚を売り上げるヒットとなり、藤谷と大内は『第45回NHK紅白歌合戦』への出場、『第36回日本レコード大賞』では優秀賞、『第27回日本有線大賞』では最優秀新人賞、『第27回全日本有線放送大賞』ではグランプリと最優秀新人賞をダブルで受賞した。
- シティ神戸（1995年）
  - シングル発売日直前に阪神・淡路大震災が発生したため、この曲を歌って神戸再建に取り組もうという内容のキャッチコピーがシングルのジャケットに記されている（初版シングルでは封にシールが貼られている）。
- ニュースシャトル北九州のテーマ
- Shaky Lover（静かなるドン1 - 6 エンディング曲）
- 燃えろギラヴァンツ〜太陽に向かって〜（2010年）
  - ギラヴァンツ北九州球団歌[9]。前身球団歌と異なり自ら歌唱。
- 恋のバカンス（2011年、TA-SACRAプロデュース・編曲）
  - ハルカミホとのデュエットカバー
- いっしょにハレピョン（2014年、NHK北九州のキャラクター“ハレピョン”のテーマソング）

## 楽曲提供作品
- 井上昌己「Just Open The Door」（作曲）
- 井上武英「銀の指環」「心を濡らす雨」（作曲）
- 大東恵「扉を開けて〜TAKE A CHANCE〜」「夏の勇気」（作曲）
- 小沢なつき「TALK BACK〜口ごたえ〜」「15歳の境界線（ボーダーライン）」（作曲）
- 尾高千恵「"N"にジェラシー」「東京MAD CITY」「We're changin'〜ティア、振り向かないで」（作曲）※アニメ『トゥインクルハート 銀河系までとどかない』挿入歌
- class「心のDistance」「最後の雪が降る」「サヨナラがにじむ街」（作曲）
- 小比類巻かほる「City Hunter〜愛よ消えないで〜」「HOLD ON ME」「TOGETHER」DREAMERほか多数（作曲）
- 駒田はじめ「少年のひとみで」（作詞・作曲）
- サブリナ「ハローDECEMBER」「パラダイス〜夏に恋して〜」（作曲）
- 椎名恵「たぶん彼女も水の星座」「夜毎、ハイウェイを飛ばす女」「29 Twenty-nine」「ハート・オン・ファイアー」「FOR YOU」「長い夏」「against」（作曲）
- 鈴木真仁「PLACE IN THE HEART」（作曲）
- 谷山紀章「ほんとのI LOVE YOU」（作曲）
- 千葉美加「Wild Angel」（作曲）
- 刀根麻理子「幸福を焦らないで」「1000年前の恋人」「BRAIN SCREENの中で」「MY BIRTHDAY」（作曲）
- 中森明菜「NECESSARY」（作曲）
- 西村知美「星の砂漠」（作曲）
- 光GENJI「君の涙に虹を見た」（作詞・作曲）
- 引田香織「時空への旅立ち」（作詞・作曲）
- 保志総一朗「僕のヒロイン」（作曲）
- 前川清「幻の駅」（作詞・作曲）
- 松田樹利亜「負けないBroken Heart」（作曲）
- 松原大典「深き想い」（作詞・作曲）
- 松本圭未「SILENT SONG」（作曲）※アニメOVA『クイーン・エメラルダス』エンディングテーマ
- 丸山みゆき「オール・デイ・ロング」「少年の日の輝きに」「白いスニーカー」「Say Good-bye」「青春メモリー」「テイク・ワンス・タイム」「涙ながすその前に」「レイニー・シーズン」「Stay by me」「Good-bye Days」（作詞・作曲）「あなたの肩越しに」「いちばん熱い夢」「風に消えた自転車」「Tears」「東京タワーから見えた」「夏のゆくえ 冬のゆくえ」「2月はあなたに似ている」「天使のLOVE SONG」「きっとあなたなら」（作曲）
- 三橋くんと中倉くん「何でもありの１７才」（作詞・作曲・編曲）※河辺健浩と共同編曲
- 森川美穂「PRIDE」（作曲）
- 森口博子「Generation」（作曲）
- 薬師寺容子「原宿物語」「夏の星座」「握手して」（作曲）
- 薬師丸ひろ子「マリーンブルーの囁き」（作曲）
- 結城梨沙「ピュアストーン」（作曲）※アニメ『赤い光弾ジリオン』オープニングテーマ
- 四銃士「DO YOUR BEST」（作曲）
- TAEKO「星たちのささやき」（作曲）（神戸連続児童殺傷事件の被害者少女に捧げる歌）
- M.C.R「LOVE FOR EVER―君を守るために―」（作詞・作曲・編曲）※アニメ『ビーストウォーズネオ 超生命体トランスフォーマー』オープニングテーマ

## テレビ番組
- なんしよ〜ん!?北九州（2004年4月 - 2006年3月 NHK北九州放送局）
初年度は月曜日、次年度は木曜日に出演。北九さんとの掛け合いは時に過熱することもあった。

- 第45回NHK紅白歌合戦紅組歌手（1994年）
- 「心に音をたずさえて 〜大内義昭の旅名人紀行〜」（2008年7月 - 12月）
- iTSCOM TV CH ACCESS「古今東西」（2011年1月 - ）
- クイズ☆タレント名鑑『カラオケ歌われるまで帰れません!』（2011年9月11日）[10]

## ラジオ番組
- FMウィークエンドスペシャル（JFN）